# Zosia (krater wenusjański)
Zosia – krater na powierzchni Wenus o średnicy 10,5 km, położony na 18,9° szerokości południowej i 109,2° długości wschodniej.
Decyzją Międzynarodowej Unii Astronomicznej w 1997 roku został nazwany od popularnego polskiego imienia Zosia.